# Coccorella atrata
Coccorella atrata är en fiskart som först beskrevs av Alfred William Alcock, 1894.  Coccorella atrata ingår i släktet Coccorella och familjen Evermannellidae. Inga underarter finns listade i Catalogue of Life.